# David di Donatello per il miglior regista
De David di Donatello per il miglior regista (David van Donatello-prijs voor beste regie) is een Italiaanse filmprijs die sinds 1956 jaarlijks wordt uitgereikt door de nationale filmacademie Accademia del Cinema Italiano.

## Winnaars

### Jaren 1956-1959
| Jaar | Regisseur          | Film                |
| ---- | ------------------ | ------------------- |
| 1956 | Gianni Franciolini | Racconti romani     |
| 1957 | Federico Fellini   | Le notti di Cabiria |
| 1958 | Niet toegekend     |                     |
| 1959 | Alberto Lattuada   | La tempesta         |

### Jaren 1960-1969
| Jaar | Regisseur                      | Film                      |
| ---- | ------------------------------ | ------------------------- |
| 1960 | Federico Fellini               | La dolce vita             |
| 1961 | Michelangelo Antonioni         | La notte                  |
| 1962 | Ermanno Olmi                   | Il posto                  |
| 1963 | Vittorio De Sica               | I sequestrati di Altona   |
| 1964 | Pietro Germi                   | Sedotta e abbandonata     |
| 1965 | Vittorio De Sica (ex aequo)    | Matrimonio all'italiana   |
| 1965 | Francesco Rosi (ex aequo)      | Il momento della verità   |
| 1966 | Alessandro Blasetti (ex aequo) | Io, io, io... e gli altri |
| 1966 | Pietro Germi (ex aequo)        | Signore e signori         |
| 1967 | Luigi Comencini                | Incompreso                |
| 1968 | Carlo Lizzani                  | Banditi a Milano          |
| 1969 | Franco Zeffirelli              | Romeo and Juliet          |

### Jaren 1970-1979
| Jaar | Regisseur                    | Film                        |
| ---- | ---------------------------- | --------------------------- |
| 1970 | Gillo Pontecorvo             | Queimada                    |
| 1971 | Luchino Visconti             | Morte a Venezia             |
| 1972 | Franco Zeffirelli (ex aequo) | Fratello sole, sorella luna |
| 1972 | Sergio Leone (ex aequo)      | Giù la testa                |
| 1973 | Luchino Visconti             | Ludwig                      |
| 1974 | Federico Fellini             | Amarcord                    |
| 1975 | Dino Risi                    | Profumo di donna            |
| 1976 | Mario Monicelli (ex aequo)   | Amici miei                  |
| 1976 | Francesco Rosi (ex aequo)    | Cadaveri eccellenti         |
| 1977 | Mario Monicelli (ex aequo)   | Un borghese piccolo piccolo |
| 1977 | Valerio Zurlini (ex aequo)   | Il deserto dei Tartari      |
| 1978 | Ettore Scola                 | Una giornata particolare    |
| 1979 | Francesco Rosi               | Cristo si è fermato a Eboli |

### Jaren 1980-1989
| Jaar | Regisseur                   | Film                           |
| ---- | --------------------------- | ------------------------------ |
| 1980 | Marco Bellocchio (ex aequo) | Salto nel vuoto                |
| 1980 | Gillo Pontecorvo (ex aequo) | Ogro                           |
| 1981 | Francesco Rosi              | Tre fratelli                   |
| 1982 | Marco Ferreri               | Storie di ordinaria follia     |
| 1983 | Paolo en Vittorio Taviani   | La notte di San Lorenzo        |
| 1984 | Ettore Scola                | Ballando ballando              |
| 1985 | Francesco Rosi              | Carmen                         |
| 1986 | Mario Monicelli             | Speriamo che sia femmina       |
| 1987 | Ettore Scola                | La famiglia                    |
| 1988 | Bernardo Bertolucci         | The Last Emperor               |
| 1989 | Ermanno Olmi                | La leggenda del santo bevitore |

### Jaren 1990-1999
| Jaar | Regisseur                 | Film                                 |
| ---- | ------------------------- | ------------------------------------ |
| 1990 | Mario Monicelli           | Il male oscuro                       |
| 1991 | Marco Risi (ex aequo)     | Ragazzi fuori                        |
| 1991 | Ricky Tognazzi (ex aequo) | Ultrà                                |
| 1992 | Gianni Amelio             | Il ladro di bambini                  |
| 1993 | Roberto Faenza (ex aequo) | Jona che visse nella balena          |
| 1993 | Ricky Tognazzi (ex aequo) | La scorta                            |
| 1994 | Carlo Verdone             | Perdiamoci di vista                  |
| 1995 | Mario Martone             | L'amore molesto                      |
| 1996 | Giuseppe Tornatore        | L'uomo delle stelle                  |
| 1997 | Francesco Rosi            | La tregua                            |
| 1998 | Roberto Benigni           | La vita è bella                      |
| 1999 | Giuseppe Tornatore        | La leggenda del pianista sull'oceano |

### Jaren 2000-2009
| Jaar | Regisseur             | Film                      |
| ---- | --------------------- | ------------------------- |
| 2000 | Silvio Soldini        | Pane e tulipani           |
| 2001 | Gabriele Muccino      | L'ultimo bacio            |
| 2002 | Ermanno Olmi          | Il mestiere delle armi    |
| 2003 | Pupi Avati            | Il cuore altrove          |
| 2004 | Marco Tullio Giordana | La meglio gioventù        |
| 2005 | Paolo Sorrentino      | Le conseguenze dell'amore |
| 2006 | Nanni Moretti         | Il caimano                |
| 2007 | Giuseppe Tornatore    | La sconosciuta            |
| 2008 | Andrea Molaioli       | La ragazza del lago       |
| 2009 | Matteo Garrone        | Gomorra                   |

### Jaren 2010-2019
| Jaar | Regisseur                 | Film                     |
| ---- | ------------------------- | ------------------------ |
| 2010 | Marco Bellocchio          | Vincere                  |
| 2011 | Daniele Luchetti          | La nostra vita           |
| 2012 | Paolo en Vittorio Taviani | Cesare deve morire       |
| 2013 | Giuseppe Tornatore        | La migliore offerta      |
| 2014 | Paolo Sorrentino          | La grande bellezza       |
| 2015 | Francesco Munzi           | Anime nere               |
| 2016 | Matteo Garrone            | Il racconto dei racconti |
| 2017 | Paolo Virzi               | La pazza gioia           |
| 2018 | Jonas Carpignano          | A Ciambra                |
| 2019 | Matteo Garrone            | Dogman                   |

### Jaren 2020-2029
| Jaar | Regisseur        | Film                   |
| ---- | ---------------- | ---------------------- |
| 2020 | Marco Bellocchio | Il traditore           |
| 2021 | Giorgio Diritti  | Volevo nascondermi     |
| 2022 | Paolo Sorrentino | È stata la mano di Dio |
| 2023 | Marco Bellocchio | Esterno notte          |

## Meervoudige winnaars
| Aantal prijzen | Regisseur                 | Jaar                               |
| -------------- | ------------------------- | ---------------------------------- |
| 6              | Francesco Rosi            | 1965, 1976, 1979, 1981, 1985, 1997 |
| 4              | Mario Monicelli           | 1976, 1977, 1986, 1990             |
| 4              | Giuseppe Tornatore        | 1996, 1999, 2007, 2013             |
| 3              | Federico Fellini          | 1957, 1960, 1974                   |
| 3              | Ermanno Olmi              | 1962, 1989, 2002                   |
| 3              | Ettore Scola              | 1984, 1987                         |
| 2              | Marco Bellocchio          | 1980, 2010                         |
| 2              | Vittorio De Sica          | 1963, 1965                         |
| 2              | Pietro Germi              | 1964, 1966                         |
| 2              | Gillo Pontecorvo          | 1970, 1980                         |
| 2              | Paolo Sorrentino          | 2005, 2014                         |
| 2              | Paolo en Vittorio Taviani | 1983, 2012                         |
| 2              | Ricky Tognazzi            | 1991, 1993                         |
| 2              | Luchino Visconti          | 1971, 1973                         |
| 2              | Franco Zeffirelli         | 1969, 1972                         |
| 2              | Matteo Garrone            | 2009, 2016                         |